# متیو آدنی
متیو آدنی (انگلیسی: Mathieu Adeniyi؛ زادهٔ ۲۶ آوریل ۱۹۸۷) بازیکن فوتبال اهل بنین است.
از باشگاه‌هایی که در آن بازی کرده‌است می‌توان به باشگاه فوتبال رن اشاره کرد.
وی همچنین در تیم‌های ملی فوتبال بنین، و بنین، بازی کرده‌است.